# Quận Upton, Texas
Quận Upton (tiếng Anh: Upton County) là một quận trong tiểu bang Texas, Hoa Kỳ. Quận lỵ đóng ở thành phố Rankin6. Theo kết quả điều tra dân số năm 2000 của Cục điều tra dân số Hoa Kỳ, quận có dân số 3404 người.

## Thông tin nhân khẩu
Theo điều tra dân số 2 năm 2000, đã có 3.404 người, 1.256 hộ gia đình, và 934 gia đình sống trong quận. Mật độ dân số là 3 người trên một dặm vuông (1/km ²). Có 1.609 đơn vị nhà ở với mật độ trung bình là 1 trên mỗi dặm vuông (0/km ²). Thành phần chủng tộc của quận gồm 77,79% người da trắng, 1,62% da đen hay Mỹ gốc Phi, 1,20% người Mỹ bản xứ, 0,03% người châu Á, 0,06% người đảo Thái Bình Dương, 17,95% từ các chủng tộc khác, và 1,35% từ hai hoặc nhiều chủng tộc. 42,57% dân số là người Hispanic hay Latino thuộc chủng tộc nào.
Có 1.256 hộ, trong đó 36,30% có trẻ em dưới 18 tuổi sống chung với họ, 61,10% là các cặp vợ chồng sống với nhau, 9,10% có chủ hộ là nữ không có mặt chồng, và 25,60% là không lập gia đình. 23,50% của tất cả các hộ gia đình đã được tạo thành từ các cá nhân và 12,20% có người sống một mình 65 tuổi trở lên đã được người. Bình quân mỗi hộ là 2,68 và cỡ gia đình trung bình là 3,19.
Trong quận, cơ cấu tuổi dân cư quận gồm 29,30% ở độ tuổi dưới 18, 7,90% 18-24, 24,90% 25-44, 23,80% 45-64, và 14,20% người 65 tuổi trở lên. Tuổi trung bình là 38 năm. Cứ mỗi 100 nữ có 95,90 nam giới. Cứ mỗi 100 nữ 18 tuổi trở lên, đã có 93,30 nam giới.
Thu nhập trung bình cho một hộ gia đình trong quận đã được $ 28.977, và thu nhập trung bình cho một gia đình là $ 37,083. Nam giới có thu nhập trung bình $ 30.729 so với 18.750 $ cho phái nữ. Thu nhập trên đầu cho các quận được $ 14,274. Giới 18,10% gia đình và 19,90% dân số sống dưới mức nghèo khổ, trong đó có 26,60% những người dưới 18 tuổi và 13,50% có độ tuổi từ 65 trở lên.